# Pararaneus
Pararaneus is een geslacht van spinnen uit de  familie van de wielwebspinnen (Araneidae).

## Soorten
- Pararaneus cyrtoscapus (Pocock, 1898)
- Pararaneus perforatus (Thorell, 1899)
- Pararaneus pseudostriatus (Strand, 1908)
- Pararaneus spectator (Karsch, 1885)
- Pararaneus uncivulva (Strand, 1907)